# Morembert
Morembert é uma comuna francesa na região administrativa de Grande Leste, no departamento de Aube. Estende-se por uma área de 2,5 km². Em 2010 a comuna tinha 30 habitantes (densidade: 12 hab./km²).